# 卡瓦尼利亚斯德尔坎波
卡瓦尼利亚斯德尔坎波，是西班牙卡斯蒂利亚-拉曼恰瓜达拉哈拉省的一个市镇。总面积35平方公里，总人口4987人（2001年），人口密度142人/平方公里。